# (1403) Idelsonia
(1403) Idelsonia – planetoida z pasa głównego asteroid okrążająca Słońce w ciągu 4 lat i 178 dni w średniej odległości 2,72 au. Została odkryta 13 sierpnia 1936 roku w Obserwatorium Simejiz na górze Koszka na Półwyspie Krymskim przez Grigorija Nieujmina. Nazwa planetoidy pochodzi od Nauma Ilicza Idelsona, rosyjskiego astronoma, pracownika Obserwatorium w Pułkowie. Przed nadaniem nazwy planetoida nosiła oznaczenie tymczasowe (1403) 1936 QA.